# Anssi Suhonen
Anssi Tapio Suhonen (* 14. Januar 2001 in Järvenpää) ist ein finnischer Fußballspieler. Aktuell steht der zentrale Mittelfeldspieler als Leihspieler des Hamburger SV bei Östers IF unter Vertrag und ist finnischer Nationalspieler.

## Karriere

### Im Verein
Suhonen begann bei Järvenpään Palloseura aus Järvenpää in der Region Helsinki (bis 2012) und Käpylän Pallo aus Helsinki (2012 bis 2016) mit dem Fußballspielen, bevor er im Januar 2017 an seinem 16. Geburtstag im Zuge einer Kooperation in das Nachwuchsleistungszentrum (NLZ) des Hamburger SV wechselte. In den Spielzeiten 2016/17 und 2017/18 spielte der offensive Mittelfeldspieler mit den B1-Junioren (U17) in der B-Junioren-Bundesliga Nord/Nordost.
Zur Saison 2018/19 rückte Suhonen zu den A-Junioren (U19) auf und wurde zum Stammspieler in der A-Junioren-Bundesliga Nord/Nordost. Die Saison 2019/20 begann er in der U19, für die er in dieser Spielzeit letztmals spielberechtigt war. Unter dem Cheftrainer Dieter Hecking nahm Suhonen ab der Länderspielpause im Oktober 2019 vereinzelt am Training der Profimannschaft teil und kam gegen den Drittligisten Eintracht Braunschweig erstmals in einem Testspiel zum Einsatz. Zudem absolvierte er im Oktober 2019 für die zweite Mannschaft in der viertklassigen Regionalliga Nord erstmals ein Pflichtspiel im Herrenbereich. Die Wintervorbereitung im Januar 2020 absolvierte Suhonen mit der Zweitligamannschaft. Anschließend gehörte er bis zur Saisonunterbrechung durch die COVID-19-Pandemie wieder dem U19-Kader an. Nachdem die DFL Anfang Mai 2020 die Wiederaufnahme des Spielbetriebs der Bundesliga und 2. Bundesliga angekündigt hatte, richtete der HSV am NLZ-Trainingsgelände in Norderstedt eine zusätzliche Trainingsgruppe mit „Back-up-Spielern“ für die Lizenzspielermannschaft ein, die vom Trainer der zweiten Mannschaft, Hannes Drews, betreut wurde und der Suhonen angehörte. Seine Dienste wurden im weiteren Saisonverlauf jedoch nicht benötigt.
Da die Zweitligasaison erst Ende Juni 2020 beendet worden war und sich die Profimannschaft im Urlaub befand, stieg der 19-Jährige Anfang Juli zunächst mit der zweiten Mannschaft in die Vorbereitung ein. Ende des Monats zog sich der Finne im Training einen Kreuzbandriss zu und konnte daher nicht wie geplant Anfang August unter dem neuen Cheftrainer Daniel Thioune in die Profi-Vorbereitung einsteigen. Nachdem Suhonen seine Verletzung auskuriert hatte, stieg er Ende März 2021 nach rund 8 Monaten in das Mannschaftstraining der zweiten Mannschaft ein. Da der Spielbetrieb der Regionalliga Nord aufgrund der Corona-Pandemie ab November 2020 eingestellt worden war und nicht wieder aufgenommen wurde, konnte er in dieser Saison kein Spiel absolvieren.
Zur Saison 2021/22 wurde Suhonen mit einem Jahr Verspätung unter dem neuen Cheftrainer Tim Walter in die Profimannschaft integriert. Vor dem Ligastart galt der 20-Jährige als einer der „Gewinner der Vorbereitung“. Jedoch verpasste er die ersten beiden Spieltage aufgrund einer Zerrung. Nachdem Suhonen diese auskuriert hatte, debütierte er bei einem 2:1-Sieg gegen den Drittligisten Eintracht Braunschweig in der ersten Runde des DFB-Pokals als Einwechselspieler in der Profimannschaft. Bis zur Winterpause kam er im 4-3-3-System auf den Achterpositionen hinter Sonny Kittel, Ludovit Reis und teilweise David Kinsombi 11-mal in der 2. Bundesliga zum Einsatz, stand 2-mal in der Startelf und erzielte ein Tor. Zudem wurde Suhonen noch 2-mal (2 Tore) in der zweiten Mannschaft eingesetzt, um Spielpraxis zu sammeln. Anfang Januar 2022 zog sich der Finne im Trainingslager einen Muskelfaserriss im linken Oberschenkel zu. Nach einer Coronainfektion kehrte Suhonen Anfang Februar 2022 in das Mannschaftstraining zurück. Sein Comeback gab jedoch eineinhalb Wochen später zunächst in der zweiten Mannschaft, für die er erneut ein Tor erzielte. Nachdem er Anfang März 2022 erstmals wieder zu einem Kurzeinsatz gekommen war, fiel er erneut wegen einer Corona-Infektion aus. Sein neuerliches Comeback folgte Anfang April 2022. Wenige Tage später verlängerte Suhonen seinen Vertrag bis zum 30. Juni 2026. Ab dem 29. Spieltag kam er auf der Achterposition stets in der Startelf zum Einsatz und hatte u. a. mit einem wichtigen Führungstreffer am 31. Spieltag Anteil daran, dass der bereits abgeschlagene HSV durch 4 Siege in Folge vor dem letzten Spieltag den Relegationsplatz erreichte. In der Trainingswoche vor dem letzten Spiel zog er sich jedoch einen Wadenbeinbruch zu und musste operiert werden. Suhonen beendete die Saison mit 18 Zweitligaeinsätzen, stand 7-mal in der Startelf und erzielte 2 Tore. Der HSV konnte ohne ihn den Relegationsplatz verteidigen, scheiterte dort jedoch an Hertha BSC.
Ende August 2022 kehrte Suhonen in das Mannschaftstraining zurück. In den folgenden Spielen saß er ohne Einsatz auf der Bank, ehe er in der Länderspielpause im September in einem Testspiel über die volle Spielzeit erstmals wieder zum Einsatz kam. Anschließend folgten 7 Ligaeinsätze (einmal in der Startelf) bis zur Winterpause. Anfang Januar 2023 zog sich Suhonen einen Sehneneinriss im Oberschenkel zu. Mitte Februar 2023 konnte er wieder in das Mannschaftstraining einsteigen. Aufgrund seiner Verletzungen schaffte es Suhonen lediglich auf 16 Zweitligaeinsätze (zweimal in der Startelf).
Während der Vorbereitung auf die Saison 2023/24 zog sich Suhonen einen Anbruch des Wadenbeins zu. Im Oktober 2023 musste er aufgrund eines neuerlichen Wadenbeinbruchs operiert werden. Zu seinem ersten Ligaeinsatz der Spielzeit kam der Finne daher erst Anfang Februar 2024. Am Monatsende wurde Steffen Baumgart neuer Cheftrainer. Suhonen verblieb bis zum Saisonende in der Reservistenrolle und beendete die Spielzeit mit 13 Ligaeinsätzen (zweimal von Beginn).
Während der Hinrunde der Saison 2024/25 spielte Suhonen keine Rolle, sondern kam 13-mal in der zweiten Mannschaft zum Einsatz (4 Tore). Am letzten Hinrundenspieltag stand er unter Baumgarts Nachfolger Merlin Polzin erstmals im Spieltagskader und wurde bei einem 5:0-Sieg gegen die SpVgg Greuther Fürth in der Schlussphase eingewechselt.
Um wieder regelmäßig Spielpraxis zu sammeln, wechselte Suhonen Anfang Januar 2025 bis zum Saisonende zum abstiegsbedrohten Ligakonkurrenten SSV Jahn Regensburg. Unter Andreas Patz und dessen Nachfolger Munier Raychouni wurde er 13-mal in der Liga eingesetzt und stand 6-mal in der Startelf. Die Mannschaft stieg am Saisonende als Letzter in die 3. Liga ab.
Zur Sommervorbereitung 2025 kehrte Suhonen zunächst zum HSV zurück, der ohne ihn in die Bundesliga aufgestiegen war. Ende Juli 2025 wechselte er bis zum Ende der Saison 2025 auf Leihbasis zum schwedischen Erstligisten Östers IF.

### In der Nationalmannschaft
Suhonen spielte zwischen April und August 2016 4-mal in der finnischen U16-Nationalmannschaft. Zwischen Juni 2016 und März 2018 war er 14-mal (ein Tor) in der U17-Auswahl aktiv. Seit Juli 2018 ist Suhonen in der U19-Auswahl aktiv, mit der er im Juli 2018 an der U19-Europameisterschaft teilnahm. Im März 2019 spielte Suhonen zudem 2-mal für die U18-Auswahl. Von Juli 2018 bis November 2019 folgten 11 Einsätze in der U19, darunter 2 Spiele bei der U19-Europameisterschaft 2018.
Nach fast zwei Jahren ohne Länderspieleinsatz wurde der 20-Jährige von Juha Malinen in den Kader der U21-Nationalmannschaft für die im September 2021 stattfindenden Qualifikationsspiele zur U21-Europameisterschaft 2023 berufen und kam erstmals zum Einsatz. Suhonen absolvierte bis März 2022 insgesamt 7 Spiele und erzielte 2 Tore. Die Finnen verpassten die Teilnahme an der U21-EM. Anschließend war Suhonen aus Altersgründen nicht mehr für die U21 spielberechtigt.
Für die Testspiele im November 2022 wurde Suhonen von Markku Kanerva erstmals für die finnische Nationalmannschaft nominiert. Er gab am 17. November 2022 sein Debüt, als er bei einem 1:1-Unentschieden gegen Nordmazedonien über die volle Spielzeit eingesetzt wurde.